# Гыданский полуостров
Гыда́нский полуо́стров — полуостров на севере Западно-Сибирской равнины, вдаётся в Карское море между Тазовской и Обской губами на западе и Енисейским заливом на востоке. Территория полуострова относится к Тазовскому району Ямало-Ненецкого автономного округа и Таймырскому району Красноярского края. Северная оконечность полуострова входит в состав Гыданского национального парка (до 2019 года — заповедника).

## География
Длина полуострова — более 400 км, ширина — около 400 км. Поверхность представляет собой холмистую равнину, сложенную морскими и ледниковыми антропогеновыми отложениями; на юге включает Танамскую возвышенность высотой до 200 м. С юго-запада на северо-восток пересекается Гыданской грядой.
На полуострове выделяются два субширотных водораздела: южный, отделяющий бассейны рек Мессояхи и Солёной от рек Анти-Паётаяхи и Танамы, — возвышенность Нядуме; северный — хребет Оленьи Рога, безымянные возвышенности в окрестностях озера Хыденто. Большинство выраженных орографических элементов (водоразделов) на полуострове маркированы (на привершинных поверхностях) старыми (1980-х годов) знаками государственной геодезической сети и не имеют географических названий. В состав полуострова входят полуострова Явай и Мамонта, разделенные Гыданской губой.
Сухопутная граница полуострова начинается от восточной точки общего устьевого створа рек Таз и Малый Таз в месте впадения реки Маномяхи в основное русло реки Малый Таз и проходит по водоразделу, отделяющему бассейн реки Мессояхи и её притоков (реки: Мерояха, Индикъяха, Мудуяха, Нядаяха, Нянгусьяха) от бассейна реки Таз с его притоками (реки Лимбяяха, Хэяха, Русская (Луцеяха)). Далее на северо-восток, ближе к бассейну реки Енисей, граница проходит по водоразделу между рекой Солёной с её притоками (реки: Торча, Хэяха, Пендамаяха, Петровская) и бассейном реки Большой Хеты до устья этой реки. Далее по левому берегу Енисея до финального створа приустьевого участка русла Енисея, который фиксируется прямой линией, проведенной от нижнего конца (ухвостья) Фунтусовского полуострова в устье протоки Фунтусова (точка с координатами 69°36′40″ с. ш., 84°32′40″ в. д.) до мыса Крестовский на противоположном правом берегу Енисея.
Климат суровый. Средняя температура января −26 — −30 °C; июля от 4 до 11,5 °C (данные 1970-х годов). Осадков 200—300 мм в год.
По условиям распространения криогенных явлений территория полуострова выглядит однородной: глубина промерзания почти повсеместно превышает 0,9 м.
Преобладают мохово-лишайниковые и кустарниковые тундры; на юге — лесотундровые редколесья. Граница распространения на полуострове северо-таежных заболоченных лесов на оторфованных (менее 10 см) почвах и кустарниковых ветлендов на торфянистых почвах согласуются с южными границами бассейнов рек Мессояхи, Солёной и Варнаэяхи.
Практикуются оленеводство, охота и рыболовство. На полуострове есть месторождения природного газа (см. Мессояхские месторождения).
На полуострове Мамонта были найдены останки мамонта. Они теперь стоят в Санкт-Петербургском зоологическом институте.
Крупнейшие реки полуострова: Юрибей, Мессояха, Гыда, Антипаётаяха, Тотаяха, Нгэтатояха, Монгоче, Монгочеяха (Сосновая), Большая Ненереяха, Малая Ненереяха, Надохояха, Левая Нгаркасидяяха, Периптавосе, Нярмхойяха, Лакурья (Сиди-Яха), Екаряуяха.

## Хозяйственная деятельность
Компания «Новатэк» планирует построить на полуострове завод «Арктик СПГ-2» по производству сжиженного природного газа. Открытие и начало производства запланированы на 2022—2023 годы. В декабре 2022 года «Новатэк» сообщил об открытии на полуострове газоконденсатного месторождения имени геолога компании В. И. Гири.